# Hästspårvägen Ramlösa Brunn–Ramlösa Bad

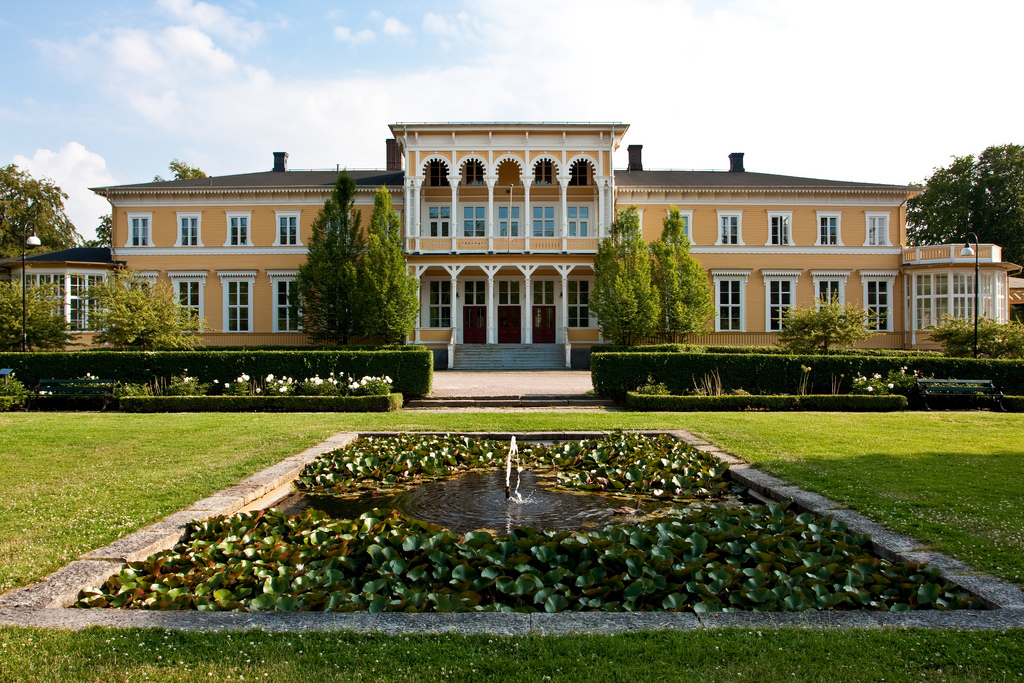
Ramlösa brunnshotell, nära spårvägens östra terminal

Hästspårvägen Ramlösa Brunn–Ramlösa Bad var en kort privat hästspårväg som anlades våren 1877 i Ramlösa utanför Helsingborg. Avsikten var att transportera gäster på Ramlösa hälsobrunn till och från Ramlösa hafsbadhus, som låg i vad som numera är Sydhamnens industriområde.
Sträckan var knappt tre kilometer och åkturen tog tolv minuter. Ändhållplatsen på Ramlösa Brunn låg ett hundra meter väster
om Ramlösa brunnshotell i brunnsparkens huvudallé.
Trafiken upprätthölls under säsongen sommartid under åren 1877–1890.
År 1891 invigdes Helsingsborgs andra spårtrafikanläggning i samma del av stan, nämligen den 8,2 kilometer långa 600 millimetersbanan Helsingborg-Råå-Ramlösa Järnväg, även kallad "Decauvillen", som gick mellan Söder i Helsingborg till förorterna Råå och Ramlösa. Tågen drevs där från första början med ånglok. Ett stickspår från den nord-sydgående järnvägen ledde till Ramlösa hälsobrunn samma sträckning som den som hästspårvägen hade.
Helsingborgs stads spårvägar invigdes 1903.